# John Greaves (astronomo)
John Greaves (Alresford, 1602 – Londra, 8 ottobre 1652) è stato un astronomo, matematico e antiquario britannico.

## Biografia
Greaves era il figlio maggiore di John Greaves, il rettore di Colemore. Studiò dal 1617 al 1621 al Balliol College ad Oxford. Nel 1630 divenne professore di geometria al Gresham College a Londra.  Dopo aver girato l'Europa si recò nel 1637 nel Vicino oriente, dove collezionò manoscritti arabi, persiani e greci e in Egitto misurò le piramidi con una precisione maggiore dei suoi predecessori.
Al suo ritorno in Europa viaggio in molte parti dell'Italia e studiò le antiche misure e pesi, per cui può essere considerato in dei primi studiosi di metrologia.
Nel 1643 gli fu assegnata la „Savilian Chair“ per l'astronomia all'università di Oxford, che era stata creata nel 1619 e che aveva preso nome da Henry Savile. Ma gli fu tolta la cattedra al Gresham College di Londra, poiché non aveva rispettato i suoi impegni. Nel 1645 propose una riforma del calendario, che però non fu attuata.
Nel 1648 perse sia la sua appartenenza all'Università di Oxford che la sua cattedra, probabilmente perché, sotto Oliver Cromwell, apparteneva alla fazione realista. Ufficialmente fu accusato di spreco dei fondi dell'università. Greaves tornò a Londra. La sua fortuna gli permise di sposarsi e trascorrere gli ultimi anni della sua vita in prosperità. Poté sempre scrivere sue opere ed essere attivo come editore di libri e manoscritti.

## Opere
Oltre a molti lavori nelle Philosophical Transactions,  Greaves ha pubblicato:
- Pyramidographia, or a description of the pyramids of Egypt. (1646)
- A Discourse on the Roman Foot and Denarius. (1649)
- Elementa Linguae Persicae. (1649)
- Lemmata Archimedis, apud Graecos et Latinos iam pridem desiderata, e vestusto codice manuscripto Arabico a Johanne Gravio traducta. Rielaborata da Samuel Foster (1659)